# William Courtenay (11e comte de Devon)
Pour les articles homonymes, voir William Courtenay.
William Reginald Courtenay (14 avril 1807-18 novembre 1888) est un homme politique britannique qui est Chancelier du duché de Lancastre de 1866 à 1867 et président du Poor Law Board de 1867 à 1868.

## Jeunesse et éducation

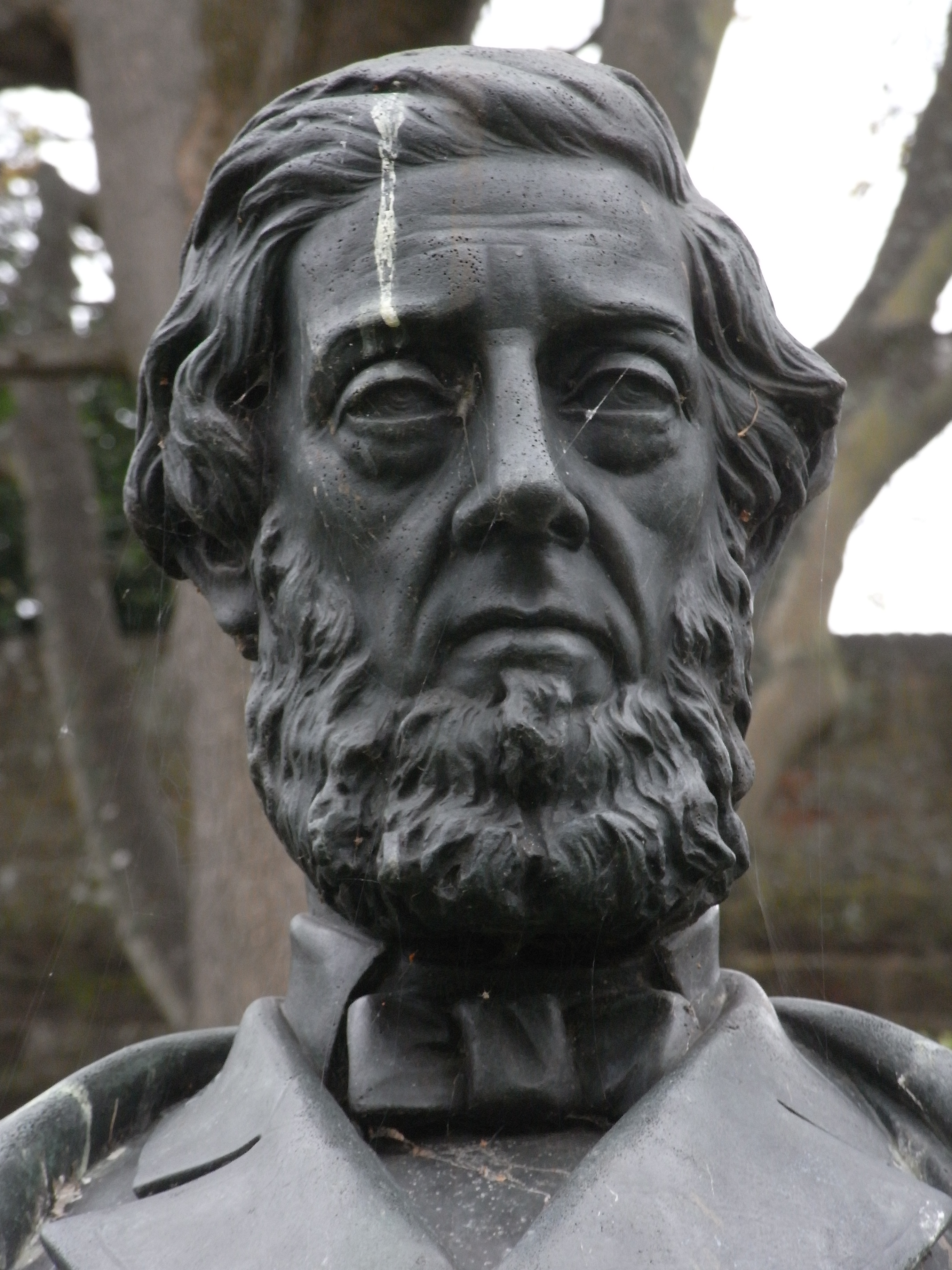
William Reginald Courtenay, 11e comte de Devon, sculpté par Edward Bowring Stephens (1815-1882), Northernhay Gardens, Exeter

Devon est le fils aîné de William Courtenay (10e comte de Devon) et de sa première épouse Harriet Leslie Pepys, fille de Lucas Pepys, 1er baronnet. Il fait ses études à la Westminster School et à Christ Church, Oxford, et est admis au Barreau, Lincoln's Inn, en 1832.

## Carrière politique
En 1841, il est élu au Parlement du Sud Devon en tant que conservateur. Cependant, lorsque les conservateurs se sont divisés sur les Corn Laws en 1846, il rejoint les Peelites. En 1849, il est nommé inspecteur des Poor Law et prend sa retraite de la Chambre des communes. Il est ensuite secrétaire du Poor Law Board de 1850 à 1859. La dernière année, il succède à son père et prend son siège à la Chambre des lords.
Il est revenu au Parti conservateur et lorsque le parti est arrivé au pouvoir en 1866 sous le comte de Derby, il est nommé Chancelier du duché de Lancastre (mais sans un siège au cabinet) et admis au Conseil privé. Il reste à ce poste jusqu'en mai de l'année suivante, date à laquelle il devient président du Poor Law Board. Cependant, contrairement à son prédécesseur au poste, Gathorne Gathorne-Hardy (1er comte de Cranbrook), il n'est pas inclus dans le cabinet cette fois non plus. Devon continue d'être président du Poor Law Board jusqu'à ce que les conservateurs perdent le pouvoir en décembre 1868. Après cela, il cesse de prendre une part active à la politique.
Outre sa participation à la politique nationale, il est fortement impliqué dans les affaires locales et les causes caritatives dans son comté natal du Devon. Considéré comme l'homme le plus influent du comté, il est notamment administrateur puis président du Bristol and Exeter Railway. Connu comme «le bon comte», une statue de lui est érigée à Exeter, payée par souscription publique. Lord Courtenay est membre de la Canterbury Association du 27 mars 1848 au 21 avril 1852, date à laquelle il démissionne .

## Mariage et descendance

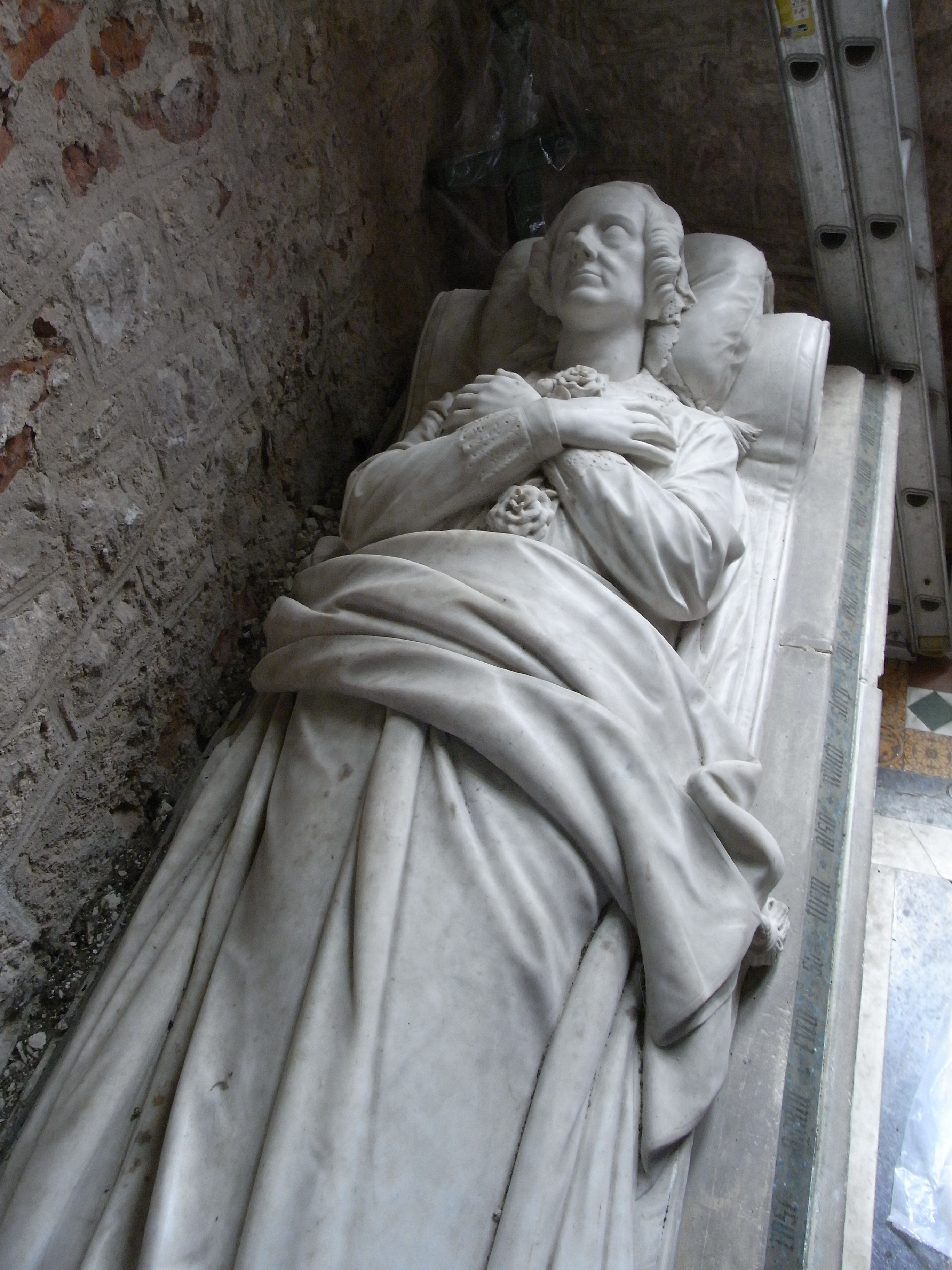
Effigie d'Elizabeth, comtesse du Devon (décédée le 27 janvier 1867), sur la tombe de poitrine, par Edward Bowring Stephens (1815-1882) à l'église St Clement's, Powderham, contre le mur est du transept sud. Un moulage en plâtre existe la chapelle attachée au château de Powderham

En 1830, Lord Devon épouse Lady Elizabeth Fortescue (décédée le 27 janvier 1867), fille de Hugh Fortescue (1er comte Fortescue). Ils ont trois fils et une fille.
- William Reginald Courtenay (28 octobre 1832-21 novembre 1853), décédé à l'âge de 21 ans. Une grande croix commémorative en granit existe dans le cimetière nord de l'église St Clement, à Powderham, inscrite sur le côté ouest de la base: "William Reginald Courtenay, fils aîné de Lord & Lady Courtenay, né le 28 octobre 1832 décédé le 21 novembre 1853. En mémoire de leur premier enfant né et très aimé, cette croix est érigée par ses parents affligés.
- Hugh Courtenay (10 novembre 1833 - 13 mars 1835), décédé jeune.
- Edward Courtenay (12e comte de Devon) (7 mai 1836 - 15 janvier 1891), mort célibataire
- Agnes Elizabeth Courtenay (1er mai 1838-4 juillet 1919). Elle épouse le 22 avril 1869 Charles Lindley Wood, 2e vicomte Halifax (1839–1934) de Monk Bretton, fils de Charles Wood (1er vicomte Halifax) de Monk Bretton et de Lady Mary Grey[2].

Il est décédé à son siège du château de Powderham en novembre 1888, à 81 ans. Le tombeau à l'effigie d'albâtre couché sur toute la longueur d'Edward Bowring Stephens est situé dans l'église St Clement, Powderham, contre le mur est du transept sud, avec un plâtre dans la chapelle attachée au château de Powderham, dans le mur nord du chœur. Il est remplacé dans le comté par son plus jeune mais seul fils survivant Edward.

## Portraits

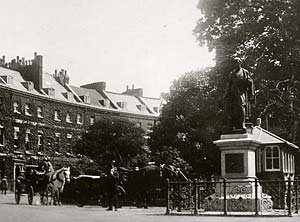
Statue de William Courtenay, 11e comte de Devon, par Edward Bowring Stephens (1815-1882), à Bedford Circus, Exeter, où il se trouvait depuis son dévoilement en 1880 (après avoir remplacé le Deerstalker de Stephens) jusqu'à après 1942 quand il s'est échappé de la Seconde Guerre mondiale bombardement et a été placé dans un entrepôt. Il est en 2013 à Northernhay Gardens, Exeter

Une statue en bronze est faite du comte par le sculpteur d'Exeter Edward Bowring Stephens  et en octobre 1880  est érigée à l'avant du jardin central à Bedford Circus, Exeter, à l'endroit où Stephens "The Deer Stalker" "était autrefois debout. (Cette dernière statue se trouve maintenant près de la statue du comte, toutes deux ayant été relocalisées dans les jardins de Northernhay). Stafford Northcote (1818-1887), plus tard lord lieutenant du Devon 1886-1887 (dont la propre statue dans les jardins de Northernhay se trouve maintenant à proximité), assiste à la cérémonie de dévoilement avec le maire et la corporation, d'autres dignitaires et le comte lui-même. La statue est payée par souscription publique au Devon Statue Fund, qui a attiré 1 300 souscripteurs pour ce travail. Un banquet a eu lieu après la cérémonie de dévoilement.